# Orthotrichum anaglyptodon
Orthotrichum anaglyptodon är en bladmossart som beskrevs av Jules Cardot och Brotherus 1923. Orthotrichum anaglyptodon ingår i släktet hättemossor, och familjen Orthotrichaceae. Inga underarter finns listade i Catalogue of Life.